# Грузскаја
Грузскаја (рус. Грузская) малена је руска река која протиче јужним делом земље, односно северним делом Краснодарског краја и јужним делом Ростовске области. Десна је и најважнија притока реке Кавалерка и део басена реке Јеје и Азовског мора. Укупна дужина водотока је 33 km, а тече углавном у смеру исток-запад. 